# قره چوک
قره چوک (به لاتین: Qaraçuq) یک منطقهٔ مسکونی در جمهوری آذربایجان است که در شهرستان بابک واقع شده‌است. قره چوک ۲٬۷۰۱ نفر جمعیت دارد.